# 12 Runden (Album)
12 Runden ist das dritte Soloalbum des Berliner Rappers Kontra K. Es erschien am 6. September 2013 beim Musiklabel DePeKa Records.

## Hintergrund
Kontra K kündigte das Album am 6. Mai 2013 an. Insgesamt enthält das Album 20 Titel, als Featuregäste enthalten sind Dieser Morten, Rosa, Skinny AL, Bonez MC und Skepsis.
Produziert wurde das Album von mehreren Produzenten (siehe Titelliste), das Cover wurde designed von Peter „Smerli Graphics“ Smerlinski.
Der Albumname ist angelehnt an einen Boxkampf – entweder man hält stand, oder man geht K.O. – hierfür ist das Überstehen der 12 Runden erforderlich. Dies stellt eine Metapher dar, die auf das eigene Leben bezogen werden kann.
Das Album belegte in den offiziellen deutschen Charts vom 20. September 2013 eine Woche lang Platz 8.

## Titelliste
| #  | Titel                                | Länge | Produzent       |
| -- | ------------------------------------ | ----- | --------------- |
| 1  | Vater & Sohn                         | 0:41  | Eigenproduktion |
| 2  | Gedankenaustausch                    | 2:45  | Dieser Morten   |
| 3  | W.I.R                                | 4:07  | Big Flexx       |
| 4  | Rücken zur Wand                      | 4:30  | Peedy Beats     |
| 5  | Fels in der Brandung                 | 4:19  | Big Flexx       |
| 6  | So wach (feat. Dieser Morten & Rosa) | 4:16  | Dieser Morten   |
| 7  | Gönn dir                             | 3:45  | Peedy Beats     |
| 8  | K.E.L.L.E.R (feat. Skinny AL)        | 3:33  | Dieser Morten   |
| 9  | 101%                                 | 2:24  | Dieser Morten   |
| 10 | Therapie                             | 2:45  | Peedy Beats     |
| 11 | Generation Crack                     | 3:53  | Peedy Beats     |
| 12 | Vergib uns                           | 3:29  | Dieser Morten   |
| 13 | Glaub mir                            | 3:44  | Big Flexx       |
| 14 | Eigentlich (feat. Rosa)              | 4:06  | Big Flexx       |
| 15 | In der Stille (feat. Rosa)           | 3:47  | 7inch           |
| 16 | Nebel                                | 3:22  | Big Flexx       |
| 17 | Mach was (feat. Bonez MC)            | 3:34  | Dieser Morten   |
| 18 | Für die (feat. Skepsis)              | 4:51  | Beatbaron       |
| 19 | Schlaf gut                           | 4:09  | Dieser Morten   |
| 20 | Bis bald und auf Wiedersehen         | 2:46  | Dieser Morten   |

## Rezeption
Das Album wurde überwiegend gut rezensiert. Vor allem die Motivation, aktiv (Kampf)- Sport zu treiben werde durch das Album gesteigert.
Zudem erzeuge Kontra K durch seine Authentizität ein sehr positives Bild von sich selbst: „Wie ein gerader Junge – ehrlich, aufrichtig, on point und glaubhaft.“

„Nach diesen 12 Runden, die eigentlich doch eher 20 sind, will man auf jeden Fall mehr hören. Klar könnte der ein oder andere Wobbel-Wobbel-Beat durch einen drückenden Straßenbeat ausgetauscht werden, und den ein oder anderen Kopf-Hoch Track hätte man auch weglassen können, damit das ansonsten gut durchdachte Album noch ein wenig mehr an Abwechslung gewinnt. Doch trotz dieser Kritikpunkte war der Rezensent zu jedem Zeitpunkt gut unterhalten und hat sich nur selten gelangweilt. Auf jeden Fall ist der Hunger nach mehr geweckt und die Lust auf den nächsten Besuch im Kampfsportstudio, natürlich mit „12 Runden“ auf den Ohren – dem bisher besten Kontra K-Album.“

„Ich habe vor kurzem wieder mit Sport angefangen. Schuld daran sind aber nicht Animus oder Kollegah. Es ist auch nicht Massivs brachialen Folterfantasien zu verdanken, dass ich noch ein paar zusätzliche Kilos auf der Schrägbank drücke. Es liegt vielmehr an Kontra K. »12 Runden« ist weit mehr als nur eine perfekte Platte zum Pumpen. Das Highlight ist und bleibt »Nebel« – denn am liebsten ist mir Kontra K immer noch, wenn er vom Sport erzählt und in Detail über Trainingsmethoden referiert. So wie auf »101%«. Und jetzt entschuldigt mich bitte, ich geh weiter Liegestütze auf den Handrücken trainieren. Ahu!“

„12 Runden lässt in vieler Hinsicht Luft nach oben. Trotzdem: Kontra K weist, gut austrainiert, mit einer ordentlichen Vorstellung manch einen Mitbewerber um den Gürtel in die Schranken.“

„[…] gibt es dann auch wieder die bereits bekannten Wobble- und Dubstep-Beats, über die der Berliner spuckt und auch mal den ein oder anderen Hieb austeilt, auch wenn das noch eher zurückhaltend ausfällt. Leider sind die Dubstep-Beats, die Kontra K relativ häufig nutzt, inzwischen aber langsam ausgelutscht, ein wenig mehr Straßenmentalität würde den Produktionen ganz gut tun. Vor allem, da die Themen, bis auf wenige Ausnahmen, genug Sozialkritik mit sich bringen.“